# Steiraxis aulaca
Steiraxis aulaca is een slakkensoort uit de familie van de Cochlespiridae. De wetenschappelijke naam van de soort is voor het eerst geldig gepubliceerd in 1896 door Dall.